# Phaius ecalcaratus
Phaius ecalcaratus är en orkidéart som beskrevs av Johannes Jacobus Smith. Phaius ecalcaratus ingår i släktet Phaius och familjen orkidéer. Inga underarter finns listade i Catalogue of Life.